# Franz Lakony
Franz Lakony (soms ook: Lakomy en Lakoy) (Alba Iulia (Karlsburg) 14 mei 1882 – ?) was een Roemeens componist en militaire kapelmeester.
Lakony was militaire muzikant en was van 1909 tot 1918 dirigent van de Militaire muziekkapel van het Infanterie Regiment nr. 57 in Târnova. Later is hij nog vermeldt als dirigent van de Werkskapelle Kapfenberg.
Als componist schreef hij verschillende marsen voor harmonieorkest.

## Composities

### Werken voor harmonieorkest
- Dostal-Marsch
- Exzellenz Brandner Edler von Wolfszahn-Marsch, op. 66
- Gologórski-Marsch
- Hempel-Marsch
- Oberst-Klier-Marsch
- Viribus unitis